# Camping mit Herz
Camping mit Herz (Alternativtitel Klang der Heimat) ist ein deutscher Fernsehfilm von Josh Broecker aus dem Jahr 2019, der im Auftrag der ARD für Das Erste produziert und am 21. Juni 2019 unter dem Motto Endlich Freitag im Ersten erstausgestrahlt wurde. Christoph M. Ohrt und Diana Amft spielen die Hauptrollen in dieser Komödie um den in die Jahre gekommenen Sänger Karl-Heinz Sollheim, der eine einfache Erfolgsformel hat: „‚Immer authentisch bleiben!‘ Dass er nach seinem einzigen Hit ‚Unter der Sonne‘ auf eine Karriere als Schlagerstar statt seiner geliebten Countrymusik gesetzt hat, bereut er seit langem. Auch das Image als ‚Campingplatz-Kalle‘ passt nicht wirklich, denn er hasst nichts mehr als das einfache Leben und das Schlafen im Freien.“ Tragende Rollen sind besetzt mit Nina Franoszek, Isabell Gerschke und Peter Schneider.
Bei One hieß es zur Erstausstrahlung: „Das schlagfertige Hauptdarstellerduo steht im Zentrum der Komödie ‚Camping mit Herz‘, die auf subtil ironische Weise mit Klischees der Lagerfeuerromantik spielt.“

## Handlung
Der Schlagersänger Karl-Heinz „Kalle“ Sollheim ist nach seinem Camping-Hit Unter der Sonne in Vergessenheit geraten, sein neues Album Rain mit Countrymusik wollen seine Fans nicht hören. Seine Managerin Theresa Kostner fädelt deshalb ein Gewinnspiel mit einem Radiosender ein. Campingplatzbetreiber können sich bewerben, wobei ihnen als erster Preis winkt, dass „Camping-Kalle“ sich auf ihrem Platz einquartiert. Das alles soll dann übers Radio übertragen werden. Aus der Verlosung geht der Ostseezeltplatz „meeresglück“, der von Desiree Kranz und ihrer Mutter Martha betrieben wird, als Gewinner hervor. Ihnen kommt die PR gerade recht, da sie so gut wie pleite sind und sich von der Anwesenheit des Schlagerstars eine bessere Auslastung ihres Objektes erhoffen. Kalle ist allerdings wenig begeistert von der Idee seiner Managerin, dass er als „zivilisationsverwöhnter“ Künstler eine ganze Nacht auf einem einsamen Campingplatz verbringen soll. Zudem meint er, das wäre unter seinem Niveau, auch wenn sein letzter Hit ein Loblied auf die Freuden des Campings war.
Kalle und Managerin Theresa reisen mit dem Zug zu ihrem Zielort. Dort werden sie von Desiree und ihrer Mutter in Empfang genommen. Außer den beiden scheint sich niemand weiter für den ankommenden Star zu interessieren. Kalle ist zunächst leicht frustriert, was zur großen Verärgerung anwächst, als er weder ein vernünftiges Telefonnetz, noch eine „standesgemäße Unterkunft“ geboten bekommt. Ein wenig beschwichtigen ihn die gut gelaunten Camper, die ihn auf dem Platz jubelnd empfangen und für die er stimmungsvoll am Lagerfeuer sein Unter der Sonne zum Besten gibt. Mit Juniorchefin Desiree versteht er sich weniger gut. Sie findet, dass etwas mit ihm nicht stimme und provoziert ihn, wo sie nur kann. Allerdings zeigt sich an der zunehmenden Zahl der Buchungen für ihren Campingplatz, dass der „Schlagerfuzzi“ tatsächlich ihren Umsatz ankurbelt.
Nachdem Kalle seine Nacht als Camper überstanden hat, erwartet ihn am nächsten Morgen das Frühstücksfernsehen, was Theresa für ihn organisieren konnte. Desiree nutzt ihre Chance und erklärt vor laufender Kamera, dass Kalle ihr versprochen habe nicht nur eine Nacht, sondern bis zum Monatsende auf dem Campingplatz zu bleiben. Er fühlt sich überrumpelt, doch da auch seine Internetfans sich durch die Campingaktion wieder an ihm interessiert zeigen, lässt er sich von seiner Managerin überreden, sein angebliches Versprechen zu halten. So lernt er mit der Zeit, sich an das einfache Leben zu gewöhnen und es kommt zur Versöhnung mit Desiree. Mehr noch, sie verlieben sich sogar ineinander. Das Glück endet jäh, als Kalle durch Desirees Ex-Mann Werner erfährt, dass eigentlich nicht ihr Campingplatz den Preis gewonnen hat, sondern der von ihrem Exmann Werner betriebene moderne Campingplatz „Meeresglück“ (groß geschrieben). Ihre Mutter hatte Werner hinter ihrem Rücken ausgetrickst. Der fordert nun seinen Preis und Kalle zieht unverzüglich auf dessen Campingplatz um. 
Allerdings zeigt sich Theresa, seine Managerin, von der nun standesgemäßen Unterkunft in einem Luxuscampingwagen mehr beeindruckt als der Star selbst. Schnell ist Kalle klar, dass Werner ihn nur als Aushängeschild und für seine Zwecke einspannen will. Nicht nur ein akutes Kreislaufproblem führt dazu, dass Kalle sich klar darüber wird, dass er etwas an seinem Leben ändern muss. So versucht er eine Lösung zu finden, die sowohl Desiree als auch deren Ex-Mann hinsichtlich ihres „Camping-Kriegs“ zufriedenstellen könnte. Diese scheitert jedoch daran, dass Werner wiederum versucht, Desiree über den Tisch zu ziehen. Kalle zieht daraus die Konsequenzen und kehrt zu Desirees Naturplatz zurück. Kurz zuvor hat er die Nachricht vom Tod seiner Mutter, die ihm sehr viel bedeutet hat, hinnehmen müssen. Am Strand sitzend singt er ein seiner Mutter Rosa gewidmetes Country-Lied, als Desiree sich zu ihm gesellt, um ihm zu zeigen, dass sie für ihn da ist. Kalles Vorschlag, sich an dem Campingplatz zu beteiligen und diesen zusammen mit ihr zu führen, gefällt Desiree sehr. 

## Produktion
Camping mit Herz wurde unter dem Arbeitstitel Klang der Heimat vom 16. Oktober bis zum 14. November 2018 an Schauplätzen in Zingst und Prerow an der Ostsee im Landkreis Vorpommern-Rügen gedreht. Für den Film zeichnete die Action concept Film- und Stuntproduktion GmbH verantwortlich. Die Redaktion für die ARD Degeto lag bei Sascha Mürl und bei Sascha Schwingel. Die Aufnahmeleitung lag bei Jörn Stiefermann und Sue Petzold, die Produktionsleitung bei Jörg Kuhlmann und die Herstellungsleitung bei Kay Niessen und für die ARD Degeto bei Kirsten Frehse.

## Kritik
Die Neue Osnabrücker Zeitung in Gestalt von Rezensent Tilmann P. Gangloff sah bei Camping mit Herz „offenkundige Schwächen, die vor allem mit der Besetzung zu tun haben“ würden. „Es knistert einfach nicht zwischen Christoph M. Ohrt und Diana Amft. […] Dafür hat der Film einige schöne Momente zu bieten, und der Bottleneck-Blues sowie die herbstlichen Kalenderbilder passen perfekt zur Stimmung der Geschichte.“
Eric Leimann lobte bei Prisma Hauptdarsteller Christoph M. Ohrt, der „wirklich überzeugend spielt“. „Leider ist die Handlung von ‚Camping mit Herz‘ aber auch reichlich vorhersehbar, weswegen man als Zuschauer eher abwartet, bis es so weit kommt, wie es kommen muss: Der Schlagerstar sollte geläutert werden, die taffe Campingplatz-Besitzerin beim Spiel gegen die bösen Mächte des Kapitalismus irgendwann obsiegen. Und wenn sie nicht abgebaut haben, dann campen sie noch heute.“
Die Redaktion von Cinema zeigte mit dem Daumen nach oben und wertete: „Einige Plotdetails bleiben unklar (wie war das noch mal mit der Explosion, die Kalles Vater taub machte?), Amft und Ohrt kabbeln sich aber witzig und sympathisch.“ Fazit: „Mitunter holprig, aber charmant und skurril“
In den Stuttgarter Nachrichten herrschte die Meinung vor: „‚Camping mit Herz‘ gehört in die Abteilung ‚Gebrauchsfernsehen‘: Kann, muss aber nicht. Es gibt witzige kleine Missgeschicke, aber auch unnötig übertriebene Momente […]“. Gelobt wurde, dass Ohrt seine Songs selbst singe und das „derart gut“ mache, „dass man zweimal hinhören“ müsse, „um seine Stimme zu erkennen“. Von „ähnlicher Qualität“ sei auch „die Bildgestaltung, weil die herbstlichen Aufnahmen die Stimmungen der Geschichte perfekt widerspiegel[t]en“. […] „Größtes Manko“ sei jedoch „die fehlende Chemie zwischen den beiden Hauptdarstellern: Ohrt und Amft fremdeln viel zu sehr miteinander, um es jenseits der Verbalinjurien unterschwellig knistern zu lassen. Vielleicht war in einer früheren Drehbuchversion ja eine Romanze zwischen Kalle und Martha geplant; das wäre nicht nur plausibler und realistischer gewesen, sondern hätte womöglich auch schauspielerisch besser funktioniert.“